# Justin Lin
Justin Lin (hagyományos kínai: 林 詣 彬; egyszerűsített kínai: 林 诣 彬; pinjin: Lín Jibín, magyaros: Lin Csi-pin; 1971. október 11., Tajpej, Tajvan –) tajvani származású amerikai filmrendező, akinek filmjei 2017. márciusáig világszerte több mint 2,3 milliárd USD-t gyűjtöttek. Leginkább a Better Luck Tomorrow (2002), a Halálos iramban-filmszériából a Halálos iramban: Tokiói hajsza (2006), a Halálos iramban 6. (2013), a Halálos iramban 9.-ből (2021), valamint a Star Trek: Mindenen túl-ból (2016) ismerik. A Balfékek és Törvény nevében című televíziós sorozatokból is jól ismert.

## Fiatalkora és tanulmányai
Justin Lin 1971. október 11-én született Tajpejben (Tajvan). Cypress városában lévő Orange megyében (Kalifornia) nevelkedett. Két évig a Cypress Középiskolába, majd a Kaliforniai Egyetemre járt San Diegóban. Ezt követően átment a Los Angeles-i Kaliforniai Egyetemre (UCLA), ahol film- és televíziós alapdiplomát, majd rendezői és produceri mesterdiplomát szerzett.

## Filmográfia

### Filmek
| Év   | Magyar cím                         | Eredeti cím                           | Rendező | Író  | Producer |
| ---- | ---------------------------------- | ------------------------------------- | ------- | ---- | -------- |
| 2021 | Halálos iramban 9.                 | F9                                    | Igen    | Nem  | Igen     |
| 2016 | Star Trek: Mindenen túl            | Star Trek Beyond                      | Igen    | Nem  | Igen     |
| 2015 |                                    | Hollywood Adventures                  | Nem     | Igen | Igen     |
| 2013 | Halálos iramban 6.                 | Fast & Furious 6                      | Igen    | Nem  | Nem      |
| 2011 | Halálos iramban: Ötödik sebesség   | Fast Five                             | Igen    | Nem  | Nem      |
| 2009 | Halálos iram                       | Fast & Furious                        | Igen    | Nem  | Nem      |
| 2007 |                                    | Finishing the Game                    | Igen    | Nem  | Igen     |
| 2006 | Halálos iramban: Tokiói hajsza     | The Fast and the Furious: Tokyo Drift | Igen    | Nem  | Nem      |
| 2006 | Annapolis – Ahol a hősök születnek | Annapolis                             | Igen    | Nem  | Nem      |
| 2002 |                                    | Better Luck Tomorrow                  | Igen    | Igen | Igen     |
| 1997 |                                    | Shopping for Fangs                    | Igen    | Igen | Nem      |

### Rövidfilmek
| Év   | Cím                           | Rendező | Író  | Producer |
| ---- | ----------------------------- | ------- | ---- | -------- |
| 2012 | It Has Begun: Bananapocalypse | Igen    | Nem  | Nem      |
| 2007 | La revolución de Iguodala!    | Igen    | Igen | Igen     |
| 2005 | Spotlighting                  | Igen    | Nem  | Igen     |
| 2000 | Crossover                     | Igen    | Igen | Igen     |

### Televíziós sorozatok
| Év              | Magyar cím                  | Eredeti cím    | Rendező | Főproducer | Megjegyzés |
| --------------- | --------------------------- | -------------- | ------- | ---------- | ---------- |
| 2019-napjainkig | Harcos                      | Warrior        | Nem     | Igen       | 3 epizód   |
| 2018-napjainkig |                             | Magnum P.I.    | Igen    | Igen       | 34 epizód  |
| 2017-napjainkig | S.W.A.T.: Különleges egység | S.W.A.T.       | Igen    | Igen       | 55 epizód  |
| 2015            | A törvény nevében           | True Detective | Igen    | Nem        | 2 epizód   |
| 2014-2018       |                             | Scorpion       | Igen    | Igen       | 1 epizód   |
| 2009-2010       | Balfékek                    | Community      | Igen    | Nem        | 3 epizód   |